# Actores itinerantes
Actores itinerantes (en japonés: 旅役者, romanizado: Tabi yakusha) es una película de comedia japonesa de 1940 dirigida por Mikio Naruse. Está basada en un cuento de Mushū Ui.

## Sinopsis
Una compañía de teatro kabuki de Tokio, liderada por el «famoso» Nakamura Kikugoro VI (Minoru Takase), llega a un pueblo rural para una serie de actuaciones. Jin (Zekō Nakamura), el barbero del pueblo, a quien convencieron para que patrocinara el evento, se da cuenta de que la «estrella» es solo un actor que usa el famoso apellido familiar como truco publicitario. 
Mientras busca borracho y enojado a su socio comercial Wakasaya (Kō Mihashi), Jin destruye accidentalmente la cabeza del disfraz de caballo de los actores Hyoroku (Kamatari Fujiwara) y Senpei (Kan Yanagiya). Cuando Hyoroku se niega a actuar con el traje mal arreglado, Kikugoro decide utilizar un caballo real para la obra y hace que Hyoroku sea el mozo de cuadra. Este, borracho y furioso por la degradación, se pone el traje de caballo con Senpei y ahuyenta al caballo real.

## Elenco
- Kamatari Fujiwara como Hyoroku
- Kan Yanagiya como Senpei
- Minoru Takase como Nakamura Kikugoro VI
- Zekō Nakamura como Jin, el barbero
- Kō Mihashi como Wakasaya
- Sōji Kiyokawa como Shichiemon Ichikawa

## Legado
En años posteriores, el director Mikio Naruse citó está película, a pesar de las intervenciones de los censores durante la producción, como uno de sus proyectos favoritos. La biógrafa de Naruse, Catherine Russell, consideró a Actores itinerantes, junto con Hideko, cobradora de autobús (1941) y ¡Qué hermosa es la vida! (1943), como parte de una serie de películas con un «giro interesante sobre los principios de la política nacional en el sentido de que apuntan a un cierto carácter sagrado de la vida cotidiana [...] y personajes que adquieren algún tipo de comprensión de [su] valor».
La película se proyectó en el Archivo Cinematográfico de Harvard en 2005 como parte de su retrospectiva sobre su director, Mikio Naruse.